# Rouwende gouden tor
De rouwende gouden tor  (Oxythyrea funesta) is een kever uit de familie bladsprietkevers (Scarabaeidae).

## Naam en indeling
De wetenschappelijke naam van de soort werd voor het eerst voorgesteld door Nicolaus Poda von Neuhaus in 1761. De kever werd lange tijd tot het geslacht Scarabaeus gerekend (als Scarabaeus funestus). De soortaanduiding funesta is afgeleid van het Latijnse 'fūnus' en betekent vrij vertaald 'van de doden'.

## Uiterlijke kenmerken
De volwassen kever bereikt een lichaamslengte van zeven tot twaalf millimeter. De lichaamskleur is zwart met een duidelijke groene tot blauwe metaalglans. Op de dekschilden en het halsschild zijn witte ronde tot niervormige vlekjes aanwezig die duidelijk afsteken. Het scutellum is driehoekig van vorm en eindigt in een punt. Over het gehele lijf is een vrij lange beharing aanwezig die wit tot geel van kleur is, vooral aan de onderzijde. De poten zijn geheel zwart van kleur. Mannetjes zijn van vrouwtjes te onderscheiden door een rij van vier kuiltjes aan de onderkant van het achterlijf.

## Verspreiding en habitat
De rouwende gouden tor heeft een groot verspreidingsgebied en komt voor in delen van noordelijk Afrika, in Azië en in het Midden-Oosten. De soort komt binnen Europa voor in delen van het zuiden en het midden. Van de zes soorten uit het geslacht Oxythyrea is dit de enige die tot in het midden van Europa wordt aangetroffen. In Nederland komt de kever voornamelijk voor in het zuiden (Limburg) maar wordt daarnaast verspreid door het land aangetroffen.
De habitat bestaat uit bloemrijke omgevingen zoals akkers, tuinen en velden. 

## Levenswijze
De vrouwtjes zetten ongeveer twintig eieren af in de bodem nabij rottende plantendelen. Na ongeveer zes weken komen de larven uit het ei en na vier tot zes weken vindt de verpopping plaats. De pop overwintert in de grond en pas in de volgende lente verlaat de volwassen kever de pop. De rouwende gouden tor is het gehele jaar te vinden als de temperatuur niet te laag is.
De larven worden tot dertig millimeter lang en leven van rottend organisch materiaal zoals dode plantendelen. Ze ontwikkelen zich onder andere in composthopen en kunnen zich door het vervoer van compost ook verspreiden. De volwassen kevers leven van stuifmeel en nectar maar eten ook delen van bloemen en jonge blaadjes van planten. Ze worden beschouwd als schadelijk omdat ze ook sier-, groente- en fruitteelt aantasten. Voorbeelden van planten die schade kunnen ondervinden zijn appel, druif, graan, kastanje, walnoot, perzik en peer.